# Bogumil
A Bogumil szláv eredetű férfinév, jelentése: Isten + kedves.

## Gyakorisága
Az 1990-es években szórványos név, a 2000-es években nem szerepel a 100 leggyakoribb férfinév között.

## Névnapok
Ajánlott névnap
- június 7.